# Saint-Pierre-d'Exideuil
Saint-Pierre-d'Exideuil és un municipi francès situat al departament de la Viena i a la regió de la Nova Aquitània. L'any 2007 tenia 790 habitants.

## Demografia

### Població
El 2007 la població de fet de Saint-Pierre-d'Exideuil era de 790 persones. Hi havia 308 famílies de les quals 64 eren unipersonals (28 homes vivint sols i 36 dones vivint soles), 116 parelles sense fills, 108 parelles amb fills i 20 famílies monoparentals amb fills.
La població ha evolucionat segons el següent gràfic:
Habitants censats

### Habitatges
El 2007 hi havia 384 habitatges, 313 eren l'habitatge principal de la família, 37 eren segones residències i 34 estaven desocupats. 382 eren cases i 1 era un apartament. Dels 313 habitatges principals, 263 estaven ocupats pels seus propietaris, 48 estaven llogats i ocupats pels llogaters i 2 estaven cedits a títol gratuït; 1 tenia una cambra, 7 en tenien dues, 28 en tenien tres, 89 en tenien quatre i 188 en tenien cinc o més. 273 habitatges disposaven pel capbaix d'una plaça de pàrquing. A 123 habitatges hi havia un automòbil i a 165 n'hi havia dos o més.

### Piràmide de població
La piràmide de població per edats i sexe el 2009 era:
| Homes | Edats   | Dones |
| ----- | ------- | ----- |
| 0     | 95 o +  | 4     |
| 0     | 90 a 94 | 4     |
| 8     | 85 a 89 | 0     |
| 16    | 80 a 84 | 8     |
| 16    | 75 a 79 | 20    |
| 12    | 70 a 74 | 16    |
| 36    | 65 a 69 | 32    |
| 16    | 60 a 64 | 28    |
| 20    | 55 a 59 | 20    |
| 12    | 50 a 54 | 12    |
| 24    | 45 a 49 | 28    |
| 36    | 40 a 44 | 48    |
| 20    | 35 a 39 | 12    |
| 32    | 30 a 34 | 40    |
| 12    | 25 a 29 | 12    |
| 12    | 20 a 24 | 24    |
| 24    | 15 a 19 | 8     |
| 56    | 10 a 14 | 16    |
| 20    | 5 a 9   | 20    |
| 52    | 0 a 4   | 28    |

## Economia
El 2007 la població en edat de treballar era de 499 persones, 350 eren actives i 149 eren inactives. De les 350 persones actives 332 estaven ocupades (168 homes i 164 dones) i 18 estaven aturades (9 homes i 9 dones). De les 149 persones inactives 72 estaven jubilades, 37 estaven estudiant i 40 estaven classificades com a «altres inactius».

### Ingressos
El 2009 a Saint-Pierre-d'Exideuil hi havia 324 unitats fiscals que integraven 794,5 persones, la mediana anual d'ingressos fiscals per persona era de 15.847 €.

### Activitats econòmiques
Dels 30 establiments que hi havia el 2007, 1 era d'una empresa extractiva, 2 d'empreses de fabricació de material elèctric, 1 d'una empresa de fabricació d'elements pel transport, 3 d'empreses de fabricació d'altres productes industrials, 1 d'una empresa de construcció, 6 d'empreses de comerç i reparació d'automòbils, 4 d'empreses de transport, 1 d'una empresa d'hostatgeria i restauració, 2 d'empreses financeres, 1 d'una empresa immobiliària, 5 d'empreses de serveis, 1 d'una entitat de l'administració pública i 2 d'empreses classificades com a «altres activitats de serveis».
Dels 7 establiments de servei als particulars que hi havia el 2009, 3 eren tallers de reparació d'automòbils i de material agrícola, 1 taller d'inspecció tècnica de vehicles, 1 paleta, 1 perruqueria i 1 restaurant.
L'únic establiment comercial que hi havia el 2009 era una botiga de roba.
L'any 2000 a Saint-Pierre-d'Exideuil hi havia 20 explotacions agrícoles que ocupaven un total de 1.778 hectàrees.

## Equipaments sanitaris i escolars
El 2009 hi havia una escola elemental.

## Poblacions més properes
El següent diagrama mostra les poblacions més properes.